# Litania do Maryi, Matki Miłosierdzia
Litania do Maryi, Matki Miłosierdzia – litania maryjna powstała w XV w., która odmawiana jest m.in. we włoskim sanktuarium Monte Berico.